# Heinz Ihle
Heinz Ihle, znany jako Heini Ihle (ur. 24 kwietnia 1941 w Tiefenbach) – niemiecki skoczek narciarski startujący w barwach RFN, uczestnik Zimowych Igrzysk Olimpijskich 1968, reprezentant SC Oberstdorf.
Wystartował w Zimowych Igrzyskach Olimpijskich 1968 w Grenoble, gdzie w konkursie skoków zajął 22. na obiekcie normalnym i 46. na obiekcie dużym.
W lutym 1962 uczestniczył w mistrzostwach świata w narciarstwie klasycznym. W konkursie skoków na skoczni K-90 zajął 41. miejsce, a na skoczni K-60 był 44.
W latach 1960–1973 startował w konkursach Turnieju Czterech Skoczni. Pięciokrotnie plasował się w czołowej dziesiątce zawodów tej rangi. Najlepszy występ Niemca to drugie miejsce w noworocznym konkursie w Garmisch-Partenkirchen w 1965. Zwyciężył w Turnieju Szwarzwaldzkim w 1975.

## Osiągnięcia

### Igrzyska olimpijskie
| Igrzyska       | Data           | Skocznia | Konkurs | Skok 1    | Skok 1 | Skok 2    | Skok 2 | Nota łączna | Miejsce | Strata | Zwycięzca          | Źródło |
| Igrzyska       | Data           | Skocznia | Konkurs | Odległość | Nota   | Odległość | Nota   | Nota łączna | Miejsce | Strata | Zwycięzca          | Źródło |
| -------------- | -------------- | -------- | ------- | --------- | ------ | --------- | ------ | ----------- | ------- | ------ | ------------------ | ------ |
| 1968, Grenoble | 11 lutego 1968 | normalna | ind.    | 75,5      | 102,6  | 70,0      | 94,8   | 197,4       | 22.     | 19,1   | Jiří Raška         | [ 6 ]  |
| 1968, Grenoble | 18 lutego 1968 | duża     | ind.    | 82,0      | 73,7   | 84,5      | 82,7   | 156,4       | 46.     | 74,9   | Władimir Biełousow | [ 7 ]  |

### Mistrzostwa świata
| Mistrzostwa    | Data           | Skocznia | Konkurs | Skok 1    | Skok 1 | Skok 2    | Skok 2 | Skok 3    | Skok 3 | Nota łączna | Miejsce | Strata | Zwycięzca        | Źródło |
| Mistrzostwa    | Data           | Skocznia | Konkurs | Odległość | Nota   | Odległość | Nota   | Odległość | Nota   | Nota łączna | Miejsce | Strata | Zwycięzca        | Źródło |
| -------------- | -------------- | -------- | ------- | --------- | ------ | --------- | ------ | --------- | ------ | ----------- | ------- | ------ | ---------------- | ------ |
| 1962, Zakopane | 21 lutego 1962 | normalna | ind.    | 58,5      | 88,0   | 66,5      | 100,3  | 66,0      | 67,5   | 188,3       | 44.     | 35,3   | Toralf Engan     | [ 2 ]  |
| 1962, Zakopane | 25 lutego 1962 | duża     | ind.    | 88,5      | 63,6   | 89,0      | 97,4   | 90,5      | 95,5   | 192,9       | 41.     | 48,5   | Helmut Recknagel | [ 3 ]  |